# Frank Conroy (Schriftsteller)
Frank Conroy (geboren am 15. Januar 1936 in New York; gestorben am 6. April 2005 in Iowa City) war ein amerikanischer Schriftsteller.

## Leben und Werk
Er wurde 1967 mit seinem ersten Buch Stop-Time berühmt. Diese Memoiren seiner unsteten Kindheit in ärmlichen Verhältnissen wurden ein Bestseller und schafften es auf die Auswahlliste des National Book Award. Bis heute gilt Stop-Time als eine der bedeutendsten Autobiografien der amerikanischen Literatur; David Foster Wallace verstieg sich in seinem Essay A Supposedly Fun Thing I'll Never Do Again (1996) gar zu der Aussage, dass sie die vielleicht beste Autobiographie des 20. Jahrhunderts darstelle; jedenfalls sei Stop-Time eines der Bücher gewesen, die ihn in jungen Jahren in seinem eigenen Beschluss bekräftigten, Schriftsteller zu werden.
Erst 18 Jahre später erschien Conroys zweites Buch, die Kurzgeschichtensammlung Midair (1985), in denen er ebenfalls vor allem autobiografisches Material verarbeitete, 1993 sein einziger Roman Body and Soul. Daneben schrieb er eine Anzahl Essays, die in renommierten Magazinen wie dem New Yorker und Harper’s veröffentlicht wurden. Eine Auswahl seiner Essays erschien 2002 unter dem Titel Dogs Bark, but the Caravan Rolls On in Buchform, 2004 dann sein letztes Buch Time and Tide, ein langer Essay über die Insel Nantucket. Wenn diese späteren Bücher auch nicht an den Erfolg von Stop-Time anknüpfen konnten, so übte Conroy als Förderer und Lehrer einigen Einfluss auf die jüngere amerikanische Literatur aus. Von 1982 bis 1987 leitete er das Literaturprogramm der National Endowment for the Arts, von 1987 bis 2005 dann den Iowa Writers’ Workshop der University of Iowa, der unter seiner Führung zu einer vielbeachteten Talentschmiede für junge Schriftsteller wurde; unter ihm studierten unter anderem Nathan Englander, Abraham Verghese, Curtis Sittenfeld und Elizabeth McCracken.

## Werke
- Stop-Time. Viking, New York 1967, OCLC 671075.
  - deutsche Ausgabe: Alle Zeit der Welt. Aus dem Amerikanischen von Thomas Mohr. Krüger, Frankfurt am Main 1996, ISBN 3-8105-0337-1.
- Midair. Dutton, New York 1985, ISBN 0-525-24319-4.
- Body and Soul. Houghton Mifflin, Boston 1993, ISBN 3-8105-0334-7.
  - deutsche Ausgabe: Body and Soul. Aus dem Amerikanischen von Thomas Mohr. Krüger, Frankfurt am Main 1995. ISBN 3-8105-0334-7.
- Dogs Bark, but the Caravan Rolls On: Observations Then and Now. Houghton Mifflin, Boston 2002, ISBN 0-618-15468-X.
- Time and Tide: A Walk through Nantucket. Crown, New York 2004, ISBN 1-4000-4659-9.

## Sekundärliteratur
- Bert Almon: Frank Conroy. In: Jay Parini (Hrsg.): American Writers: A Collection of Literary Biographies. Supplementband 16. Charles Scribner’s Sons, Detroi 2007, ISBN 978-0-684-31510-2, S. 63–78.